# Deleatidium insolitum
Deleatidium insolitum är en dagsländeart som först beskrevs av Towns och Peters 1979b.  Deleatidium insolitum ingår i släktet Deleatidium och familjen starrdagsländor. Inga underarter finns listade i Catalogue of Life.